# Pine Hill (New Jersey)
Pour les articles homonymes, voir Pine Hill.
Pine Hill est un borough des États-Unis situé dans le comté de Camden, dans l'État du New Jersey.

## Histoire
Le borough de Pine Hill a été créé en 1929, en même temps que quatre autres (Hi-Nella, Lindenwold, Pine Valley et Somerdale). Le 1er janvier 2022, il a absorbé le borough voisin de Pine Hill, un des plus petits et des moins peuplés du Comté (21 habitants).